# Rory McLeod
Rory McLeod (Wellingborough, 26 de marzo de 1971) es un jugador de snooker jamaicano.

## Biografía
Nació en la localidad inglesa de Wellingborough en 1971, aunque juega bajo la nacionalidad jamaicana. Es jugador profesional de snooker desde 1991, si bien se ha caído del circuito profesional en más de una ocasión. No se ha proclamado campeón de ningún torneo de ranking, y su mayor logro hasta la fecha ha sido alcanzar los octavos de final repetidas veces. Sí ha logrado tejer una tacada máxima, que llegó en el Clásico de Praga de 2010, en su partido de dieciseisavos de final ante Issara Kachaiwong.